# Busto del cardenal Richelieu (Bernini)
El busto del cardenal Richelieu, primer ministro de Luis XIII de Francia, fue realizado por Gian Lorenzo Bernini (1598-1680), se conserva en París, en el Museo del Louvre. 

## Historia
Richelieu en el año 1640 encargó a Bernini, la estatua de cuerpo entero de su retrato. Las negociaciones fueron encomendadas a Julio Mazarino, cardenal de confianza y su sucesor, y a Marshal d’Estrée, embajador de Francia en Roma. No sólo tenía que obtener el consentimiento del artista, sino también a su "protector": el papa Urbano VIII. Habida cuenta de la disidencia del papa a un proyecto de un retrato de cuerpo entero, la escultura se convirtió en un busto. Bernini empezó en noviembre de 1640 la famosa obra y la terminó en enero del siguiente año. En agosto, el busto fue llevado a París, donde obtuvo un gran éxito. Sin embargo Mazarino repuso al papa, ya que de hecho el busto no complacía a los clientes, que a pesar de su buen cuidado detalle, no reflejaba las verdaderas características del cardenal Richelieu. Esto se puede deducir por la posterior solicitud del cardenal de que se realizase otro busto por el escultor Jean Warin. 

## Comentario
El trabajo en mármol blanco está esculpido en 1641 y forma parte de una larga tradición de bustos que representan a personajes famosos como los de Francisco I de Este, Alejandro VII, Luis XIV, Paulo V, Urbano VIII, Carlos I de Inglaterra. La escultura está bien tallada con mucho detalle en el vestido y la expresión de la cara, que se caracteriza por un aire noble.